# Cirión
Cirión es una localidad española del municipio de Valle de Mena, perteneciente a la provincia de Burgos, en la comunidad autónoma de Castilla y León.

## Toponimia
El lugar se conoció también como «Dabala».

## Historia
Hacia mediados del siglo XIX, el lugar, ya por entonces perteneciente al ayuntamiento de Valle de Mena, tenía contabilizada una población de 45 habitantes. Aparece descrito en el sexto volumen del Diccionario geográfico-estadístico-histórico de España y sus posesiones de Ultramar de Pascual Madoz con las siguientes palabras:

CIRION (antiguamente Dabala): l. en la prov., aud. terr. y c. g. de Burgos (20 leg.), part. jud. de Villarcayo (8), dióc. de Santander (15), ayunt. titulado del Valle de Mena. sit. en una altura espaciosa y ventilada; el clima es sano y las enfermedades mas comunes de poca consideracion. Tiene 20 casas divididas en 3 barrios llamados Cirion, que es el que le da nombre, la Roza y Bárcena, estando estos dos últimos situados en dos vallejos: hay una igl. parr. bajo la advocacion de San Martin, servida por un cura de provision del diocesano en patrimoniales, 2 ermitas dedicadas á San Agustin y San Mamés, la una en el barrio de Bárcena, y la otra en el de Cirion, y 2 fuentes de escelentes aguas para el surtido del vecindario. Confina el térm. N. Arciniega; E. Sojo; S. Lorcio, y O. Balluerca. EL terreno es calizo y de buena claidad, bañándolo un arroyo titulado la Roza que solo corre en el invierno. Los caminos dirigen á Arciniega, Lorcio y Sojo, y se encuentran en malísimo estado; recibiéndose la correspondencia del primero, por medio de balijero. prod.: trigo, maiz, patatas, legumbres y hortalizas; ganado lanar, vacuno y pozo de cerda; caza de liebres, perdices, jabalies, corzos, zorros y garduños; y pesca de alguna que otra anguila fina. ind.: la agrícola y un molino harinero. comercio: importacion de vino. pobl.: 12 vec., 45 almas.
(Madoz, 1847, p. 416)

En 2022, tenía empadronados veintiún habitantes.